# Meioneta grayi
Meioneta grayi là một loài nhện trong họ Linyphiidae.
Loài này thuộc chi Meioneta. Meioneta grayi được R. W. Barnes miêu tả năm 1953.